# Melissoptila buzzii
Melissoptila buzzii är en biart som beskrevs av Urban 1998. Melissoptila buzzii ingår i släktet Melissoptila och familjen långtungebin. Inga underarter finns listade i Catalogue of Life.